# Maya Moore
Maya April Moore (Jefferson City, 11 juni 1989) is een Amerikaans basketbalspeelster. Zij won met het Amerikaans basketbalteam twee keer de gouden medaille tijdens de Olympische Zomerspelen. Ook won ze met het nationale team twee keer het Wereldkampioenschap basketbal.
Moore speelde voor het team van de Universiteit van Connecticut, voordat zij in 2011 haar WNBA-debuut maakte bij de Minnesota Lynx. In totaal heeft ze 8 seizoenen in de WNBA gespeeld en won 4 keer het kampioenschap.
Tijdens de Olympische Zomerspelen 2012 in Londen won ze voor het eerst olympisch goud door Frankrijk te verslaan in de finale. In totaal speelde ze 16 wedstrijden over twee Olympische Spelen (2012 en 2016) en wist alle wedstrijden te winnen. 
Buiten de WNBA seizoenen speelt ze in Europa en China. In 2019 kondigde Moore aan tijdelijk niet te spelen om zich te focussen op haar familie.